# Meg Switzgable
Marguerite ‚Meg‘ Switzgable (geboren am 16. Februar 1955) ist eine US-amerikanische Filmregisseurin und Filmproduzentin.

## Leben und Werk
Die in Princeton aufgewachsene Meg Switzgable studierte an der Boston University und schloss dort mit einem Bachelor of Fine Arts als Bildhauerin ab. Zum Film kam sie mit einem Intensivkurs an der New York University. Danach arbeitete sie zunächst bei einem Fotografen, später als Modell, womit sie nicht zurechtkam, und danach als Regieassistentin für Werbefilme.
Mitte der 1970er Jahre erkrankte ihr Vater an Krebs und führte ihn auf Umwelteinflüsse zurück. Sie recherchierte zu dem Thema mit dem Ziel, darüber einen Dokumentarfilm zu drehen. Als sie dabei von Frank Kalar erfuhr, machte sie dessen Kampf um sauberes Trinkwasser zum Thema des Films. Da der Versuch, den Film von ihrem Arbeitgeber produzieren zu lassen, fehlschlug, gründete sie ihre eigene Produktionsfirma, Forsight Films. Für In Our Water war Meg Switzgable bei der Oscarverleihung 1983 in der Kategorie Bester Dokumentarfilm und für einen Emmy in der Kategorie Investigativer Journalismus nominiert. Des Weiteren wurde sie dafür bei den 24. Annual American Film Festival Awards mit dem John Grierson Award ausgezeichnet. Kurz nach Fertigstellung des Films heiratete Meg Switzgable den Kameramann Robert A. Chappell, den sie für diesen Film angestellt hatte.
Spätestens ab 1986 arbeiteten Meg Switzgable und Tom Brown, ihr Partner bei Forsight Films, an Passing Through Linden, einem Spielfilm über giftigen Industriemüll. 1993 wurde bekannt gegeben, dass die beiden die für den Film notwendigen sechs Millionen Dollar endlich zusammen hätten, und dass im Sommer des Jahres mit den Dreharbeiten begonnen werden könne. 2000 wird der Film weiterhin als aktuelles Projekt von Forsight Films genannt. Kurz danach brach die Finanzierung des Films zusammen, wofür Switzgable und Brown ein Versicherungsunternehmen verantwortlich machten. 2014 wurde Thomas Brown als Ehemann von Meg Switzgable bezeichnet.